# Хамфрис, Барри
Джон Барри Хамфрис, AO (англ. John Barry Humphries) — австралийский актёр, комик и писатель, наиболее известный своими персонажами — дамой Эдной Эвередж (англ. Dame Edna Everage), домохозяйкой из пригорода Мельбурна, и сэром Лесом Паттерсоном (англ. Sir Les Patterson), пьяным австралийским атташе по культуре. Помимо этого он показал себя в качестве успешного актёра, продюсера и сценариста на сцене музыкального театра в лондонском Вест-Энде.

## Биография
Барри Хамфрис родился 17 февраля 1934 года в Кью, пригороде Мельбурна, Австралия, в семье Эрика Хамфриса и его жена Луизы Агнес. Его дедушка иммигрировал в Австралию из Манчестера, Англия. После школы он поступил в Мельбурнскую гимназию, где изучал английский язык и искусство, а затем в Мельбурнский университет, где посещал курсы права и философии, а также писал и исполнял песни и скетчи в университетских ревю.
Спустя два года он покинул университет и присоединился к одному из театральных коллективов Мельбурна, где в 1955 году впервые предстал в образе дамы Эдны Эвередж. Первоначально она представляла собой карикатуру на типичную замкнутую австралийскую домохозяйку из пригорода, а по прошествии четырёх десятилетий сформировалась как один из самых ярких комедийных персонажей Австралии, острая на язык, эгоистичная, броско одетая дама, с лиловыми волосами в очках «кошачий глаз». В этом образе Хамфрис появился в ряде фильмов, сериалов и телешоу, а также написал несколько книг, включая автобиографию. В своих интервью он всегда говорит об Эдне Эвередж, как о реальном человеке, а не своём альтер эго.

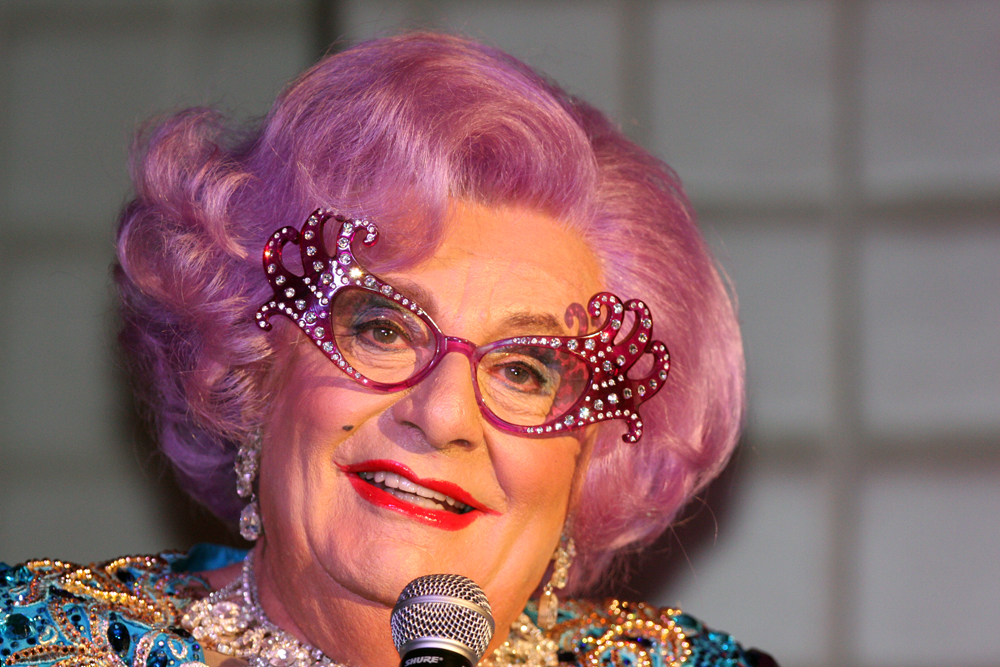
Дама Эдна Эвередж

В 1959 году Барри Хамфрис переехал в Лондон, где жил и работал на протяжении 1960-х годов. Первый крупный прорыв Хамфриса на британской сцене произошёл, когда он получил роль мистера Сауербери в лондонской постановке 1960 года «Оливер!». В 1970 году Хамфрис вернулся в Австралию, где его персонаж Эдна Эверидж дебютировала в кино в фильме «Обнажённый буньип». В 1982 году Барри Хамфрис был удостоен ордена Австралии за вклад в развитие театра, а в 2007 году стал кавалером ордена Британской империи в звании командор.
В 2007 году в честь дамы Эдны одна из улиц в Мельбурне была названа её именем. В 2012 году на экраны вышла экранизация произведения Дж. Р. Р. Толкина «Хоббит: Нежданное путешествие», где Барри Хамфрис исполнил роль Верховного Гоблина.
Барри Хамфрис умер в результате осложнений после операции на бедре в больнице Святого Винсента в Сиднее 22 апреля 2023 года. Ему было 89 лет. Ранее в феврале он падал.

## Личная жизнь
Барри Хамфрис был четырежды женат, и первые три брака завершились разводом. Со своей последней супругой, Лиззи Спендер, он был вместе с 1990 года.